# Барца
Барца (словац. Barca) — міська частина, громада округу Кошиці IV, Кошицький край. Кадастрова площа громади — 18.13 км².
Населення 3734 особи (станом на 31 грудня 2020 року).

## Історія
Барца вперше згадується 1215 року.

## Географія
Протікає Чічковський потік.